# Dobitnici Porina 2007.
Porin je najuglednija diskografska nagrada u Republici Hrvatskoj. Ustanovljen je 1993. godine od Hrvatske diskografske udruge, Hrvatske glazbene unije, Hrvatskog društva skladatelja i Hrvatske radio televizije, a redovito se godišnje dodjeljuje od 1994. godine.

## Popis dobitnika
Dobitnici diskografske nagrade Porin u 2007. godini. Porin je dodijeljen u 40 kategorija, a nagradu za životno djelo dobili su Đelo Jusić, Dubravko Detoni i Croatia Records.

## Vanjske poveznice
- www.porin.info – Dobitnici Porina 2007.  Arhivirana inačica izvorne stranice od 19. prosinca 2013. (Wayback Machine)